# Hans-Joachim Flau
Hans-Joachim Flau ist ein ehemaliger deutscher Basketballspieler.

## Leben
Flau, der an der Leipziger Karl-Marx-Universität ein Studium der Pädagogik und der Psychologie absolvierte, spielte für die Mannschaft des ASK Vorwärts Leipzig, mit der er unter anderem DDR-Meister wurde. 1961 wurde ihm die Auszeichnung „Meister des Sports“ verliehen. Im Spieljahr 1967/68 erreichte er mit dem ASK das Halbfinale des Europapokals der Pokalsieger.
Mit der Nationalmannschaft der Deutschen Demokratischen Republik nahm Flau unter anderem an den Europameisterschaften 1959, 1961, 1963 und 1967 teil. Bei der EM 1959 war er mit 11,4 Punkten je Begegnung bester Korbschütze der DDR-Auswahl, bei EM 1961 führte er die Mannschaft mit 15,5 Punkten pro Begegnung an, auch beim EM-Turnier 1963 war er bester Korbschütze der deutschen Mannschaft (13,7 Punkte/Spiel).
Flau verfasste mehrere Bücher zum Thema Sportpsychologie, darunter „Psychologische Beiträge zu Trainings- und Wettkampfproblemen“ (1980) sowie „Sportpsychologie: Studienanleitung für das Direktstudium zum Lehrgebiet Sportpsychologie“ (1985).